# Live in a Dive: No Use for a Name
Live in a Dive: No Use for a Name è un album live della serie Live in a Dive pubblicato dai No Use for a Name per la Fat Wreck Chords nel 2001.

## Tracce
1. Intro
2. Invincible
3. Coming Too Close
4. Chasing Rainbows
5. On The Outside
6. Straight From The Jacket
7. Soulmate
8. Not Your Savior
9. Don't Miss The Train
10. Justified Black Eye
11. Gene And Paul, I Hate You Most Of All And Ace, You're The Ace And Peter You're The Cat!!!
12. Sara Fisher
13. Room 19
14. The Answer Is Still No
15. Martian
16. Hail To The King
17. Feeding The Fire
18. Exit
19. 6 Degrees From Misty
20. Redemption Song

## Formazione
- Tony Sly - voce, chitarra
- Rory Koff - batteria
- Matt Riddle - basso, voce
- Dave Nassie - chitarra